# یوهو آرنه پکالاینن
یوهو آرنه پکالاینن (فنلاندی: Juho Aarne Pekkalainen; ۲۰ مهٔ ۱۸۹۵ – ۱۹ مارس ۱۹۵۸) قایقران قایق بادبانی اهل فنلاند بود.